# 브리엔츠
브리엔츠(독일어: Brienz)는 스위스 베른주에 위치한 도시로, 면적은 47.99km2, 높이는 566m, 인구는 2,981명(2010년 기준), 인구 밀도는 62명/km2이며 브리엔츠호 북쪽에 위치한다.
7세기부터 알레마니족이 정착했고 1146년 문헌에 처음 등장했다. 1528년 각종 사건들을 계기로 베른 주에 편입되었다. 주요 산업은 관광업과 목각이며 1862년에 설립된 주립 목각대학이 있다.
정치적으로 브리엔츠는 베른주 인터라켄-오버하슬리구에 속한다.

## 역사
최초의 정착지는 신석기 시대와 청동기 시대부터 시작된다. 기원전 5세기에 켈트족은 론강, 라인강, 다뉴브강이 흐르는 고산 계곡에 정착하여 상류에서 비엔나와 베오그라드까지 이어졌다. 기원전 1세기 말에 로마인들이 이 지역을 정복했다. 로마 정착지는 259/60년 알레마니족에 의해 파괴되었다. 그들은 결국 450년경에 이 지역에 정착했다. 어쨌든 7세기에 알레마니족이 정착했다는 증거가 발견되었다. 브리엔츠는 1146년 브리엔츠(Briens)로 처음 언급되었다. 1528년, 다사다난한 역사 끝에 브리엔츠는 베른주의 일부가 되었다.
브리엔츠 호수는 선사시대부터 운송로로 사용되었을 것이다. 그러나 최초의 증기선은 1839년에 도입되어 인터라켄과 브리엔츠 사이를 운행하는 노선을 운행했다. 1888년에는 미터궤 브뤼닉 철도가 루체른 호수의 브리엔츠와 알프나흐슈타트 사이에 개통되었다. 따라서 브리엔츠는 인터라켄에서 루체른으로 가는 하이브리드 선박과 철도 노선의 환승 지점이 되었다. 1916년까지 브뤼닉 철도는 호수의 북쪽 해안을 따라 인터라켄까지 확장되었으며 브리엔츠는 철도 노선의 중간 정류장이었다.

## 지리

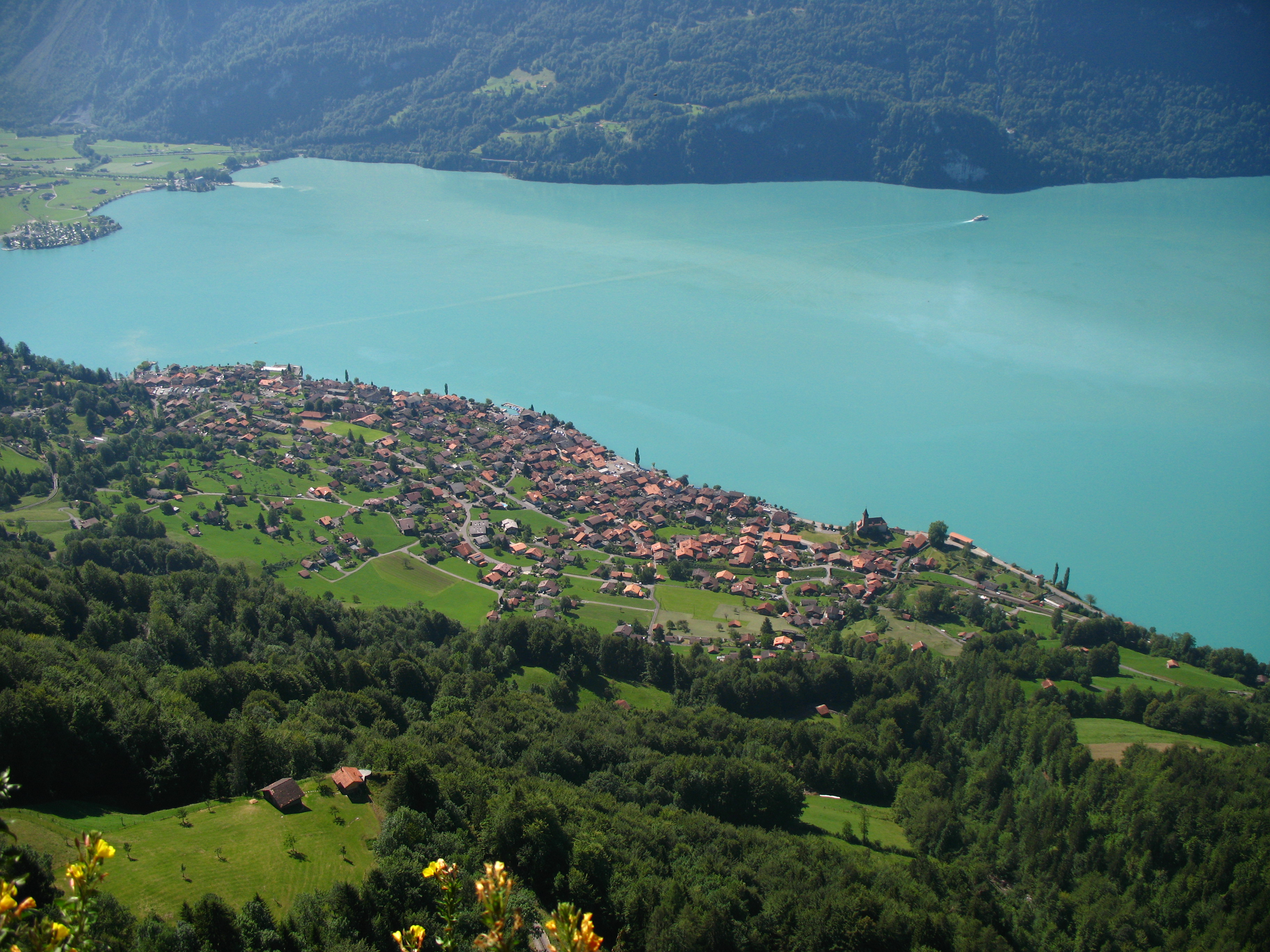
브리엔처 로트호른에서 본 브리엔츠 마을

브리엔츠의 시정촌은 브리엔츠 호수의 상단을 따라 여러 지역 사회를 포함하고 이웃한 산으로 뻗어 있다. 오른쪽 호숫가의 브리엔츠 마을, 북쪽의 아레 입구와 키엔홀츠(Kienholz) 마을, 왼쪽 호숫가의 엥기(Engi) 및 슈반디(Schwendi) 정착촌이 포함된다. 오른쪽 호숫가에서 멀어지면 로치알프(Rotschalp), 플란알프(Planalp) 및 기벨레그(Giebelegg)로 올라가 브리엔처 로트호른(2,351m)에 도달한다. 왼편 호숫가에서 출발하여 브리엔처베르크와 기스바흐 폭포, 친겔펠트(Tschingelfeld), 힌터베르크(Hinterburg)와 악스알프(Axalp)를 지나 슈바르츠호른 (2,928m)에 도달할 때까지 상승한다.
브리엔츠 교구에는 오버르티 암 브리엔처제, 슈반덴 바이 브리엔츠, 호프슈테텐(Hofstetten) 바이 브리엔츠와 브리엔츠빌러가 있다.
브리엔츠의 면적은 48.06 k㎡이다. 이 면적 중 18.53 k㎡ (38.6%)가 농업용으로 사용되는 반면 16.15 k㎡ (33.7%)는 삼림으로 사용된다. 나머지 토지 중 2.18k㎡ (4.5%)가 정착(건물 또는 도로), 0.52 k㎡ (1.1%)가 강 또는 호수이며 10.64 k㎡ (22.2%)는 불모지이다.
건설 면적 중 주택과 건물이 2.2%, 교통 기반 시설이 1.6%를 차지했다. 숲이 우거진 토지 중 전체 면적의 29.9%는 숲이 우거져 있고 2.7%는 과수원이나 작은 나무 군락으로 덮여 있다. 농경지의 7.2%는 목초지이고 30.5%는 고산 목초지로 사용된다. 시정촌의 수자원 중 0.3%는 호수에, 0.8%는 강과 시내에 있다. 불모지 중 8.6%는 비생산적인 초목이고 13.3%는 초목이 자라기에는 너무 암석이 많은 지역이다.
2009년 12월 31일에 시정촌의 이전 지구인 암츠베지르크 인터라켄이 해산되었다. 다음 날 2010년 1월 1일에 새로 설립된 인터라켄-오버하슬리구에 합류했다.

## 인구

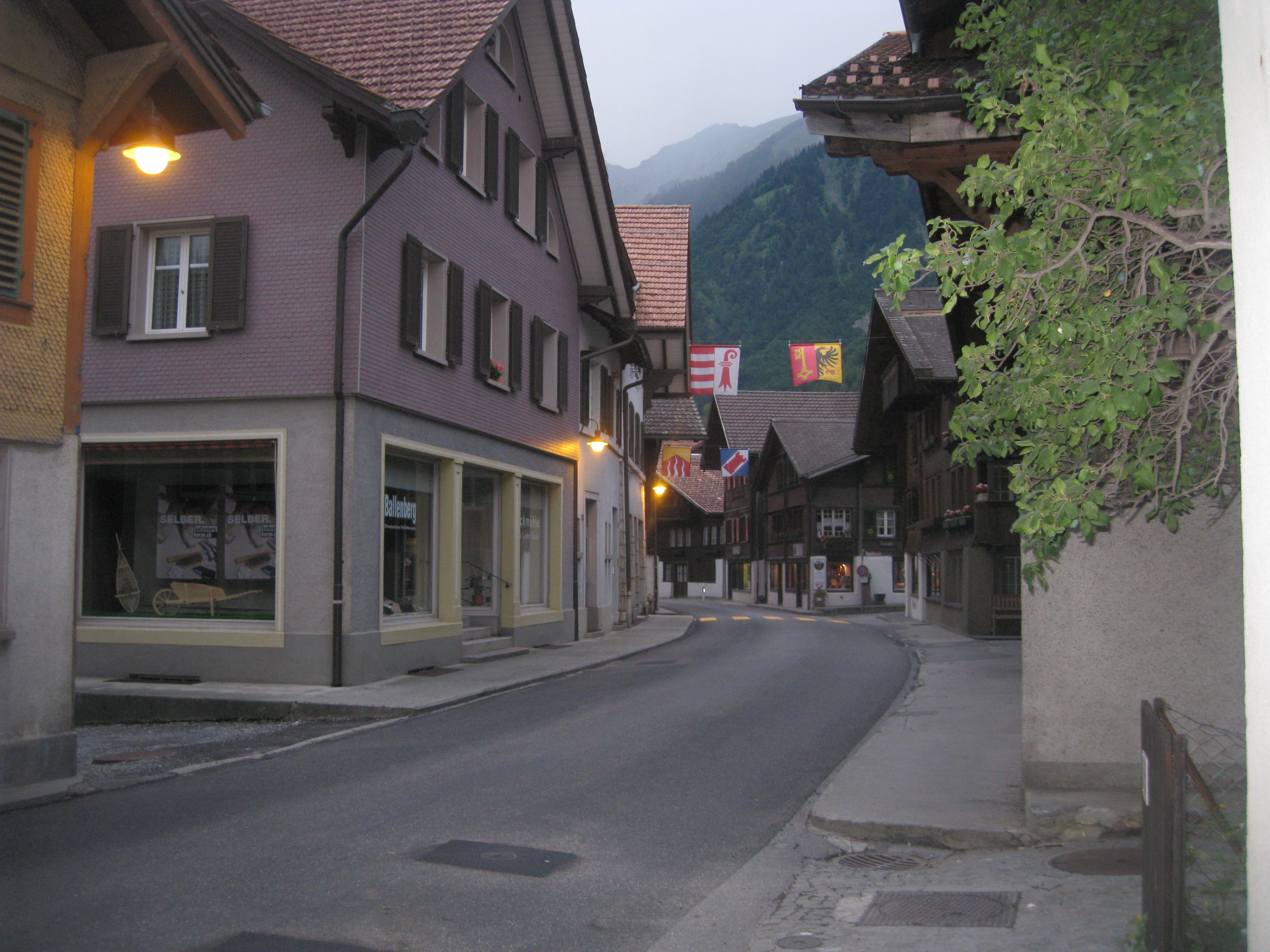
브리엔츠 마을의 거리

2020년 12월 기준 브리엔츠의 인구는 3,158명이다. 2010년 기준으로 인구의 8.8%가 거주하는 외국인이다. 지난 10년(2000-2010년) 동안 인구는 1.5%의 비율로 변화했다. 이민은 2.2%, 출생 및 사망은 -1.6%를 차지했다.
2000년 기준, 인구 대부분인 2,746명(92.9%)이 독일어를 모국어로 사용하고, 프랑스어는 두 번째로 많은 38명(1.3%)이었고, 알바니아어는 세 번째로 38명(1.3%)으로 사용한다. 이탈리아어를 할 줄 아는 19명과 로만슈어를 할 줄 아는 사람이 2명 있다.
2008년 기준으로 인구는 남성 49.0%, 여성 51.0%이다. 인구는 1,333명의 스위스 남성(인구의 44.7%)과 129명의 비스위스계 남성(4.3%)으로 구성되었다. 스위스 여성은 1,385명(46.5%), 비스위스계 여성은 134명(4.5%)이었다. 시정촌 인구 중 1,298명(약 43.9%)이 브리엔츠에서 태어나 2000년에 그곳에 살았다. 같은 주에서 태어난 759명(25.7%)이 있었고, 스위스 타지에서 태어난 461명(15.6%)이 있었다. 그리고 340명(11.5%)가 스위스 외부에서 태어났다.
2010년 기준으로 아동·청소년(0~19세)이 21.1%, 성인(20~64세)이 57.3%, 노인(64세 이상)이 21.6%를 차지한다.
2000년 기준으로 시정촌에 미혼이거나 싱글인 사람은 1,169명이다. 기혼자는 1,457명, 미망인는 203명, 이혼한 사람은 127명이었다.
2000년 현재 1인 가구는 444가구, 5인 이상 가구는 93가구이다. 2000년에는 총 1,226세대(전체의 65.4%)가 상설 임대되었으며, 516세대(27.5%)가 성수기이며 134세대(7.1%)가 비어 있었다. 2010년 기준 신규주택 건설률은 인구 1000명당 1.3세대였다. 2011년 시정촌 공실률은 0.7%였다.
역사적 인구는 다음의 차트와 같다:

## 관광
- 제1차 세계 대전 중에는 마을과 호숫가를 따라 호수 산책로가 만들어졌다. 이곳은 화단, 나무 심기로 강조 표시되며 교통 체증에 방해가 되지 않는 전망을 제공한다.
- 브리엔처 로트호른까지 증기기관차인 브리엔츠 로트호른 철도를 탑승
- 스위스 전역의 거의 100년 된 100년 된 건물 이 있는 발렌베르크 야외 박물관
- 나무 조각
- 유럽에서 가장 오래된 삭됴인 기스바흐반이 있는 기스바흐 폭포

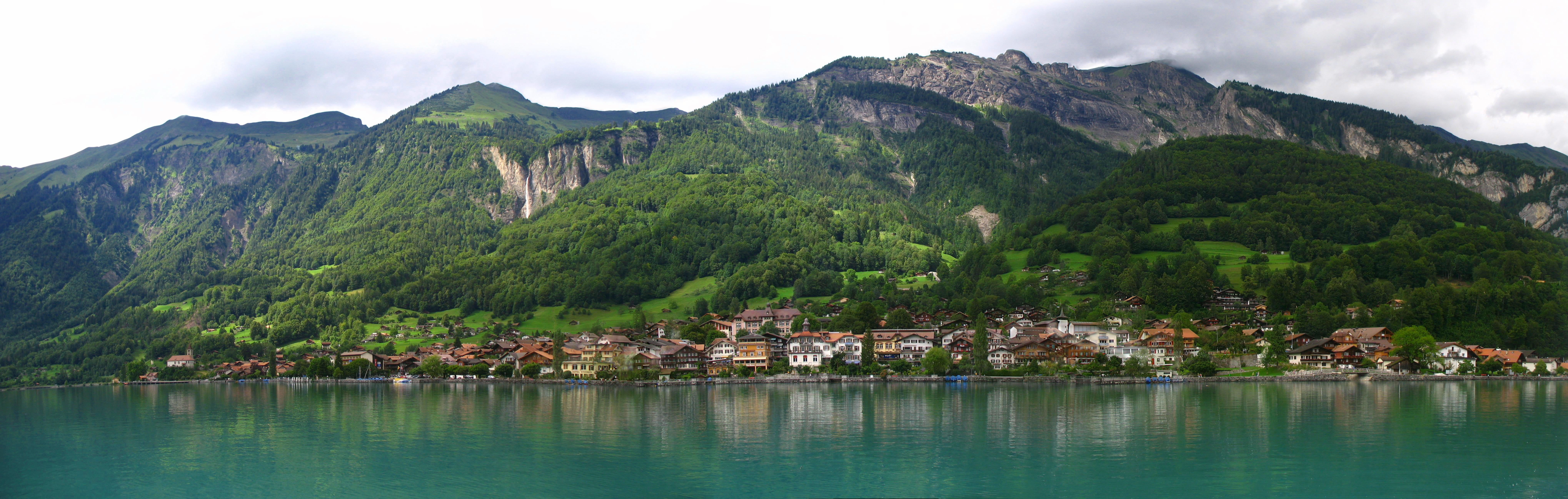
브리엔츠 호수의 브리엔츠의 풍경

### 국가중요문화재

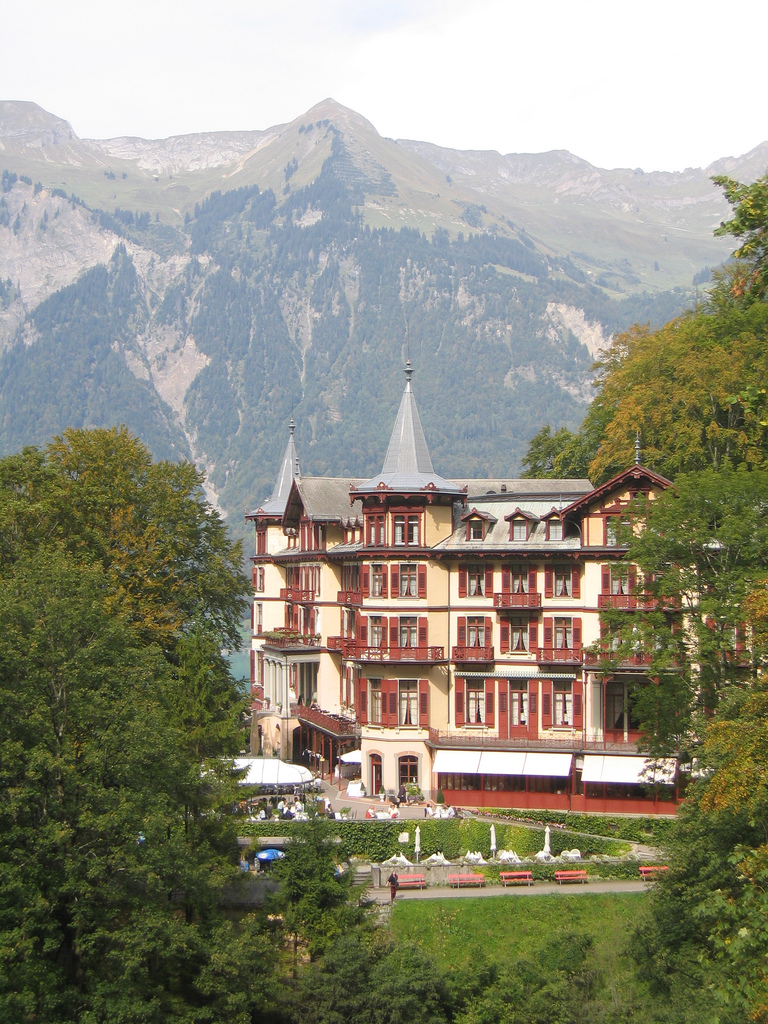
기스바흐 호텔

악스알프(Axalp)의 버려진 중세 및 초기 현대 고산 마을과 기스바흐 호텔 단지는 국가적으로 중요한 스위스 문화유산으로 등록되어 있다. 브리엔츠의 도시화된 마을과 호텔 기스바흐는 모두 스위스 유산 목록의 일부이다. 후자는 2001년 TV 시리즈 ‘밴드 오브 브라더스’의 촬영지로 사용되었다.

## 경제

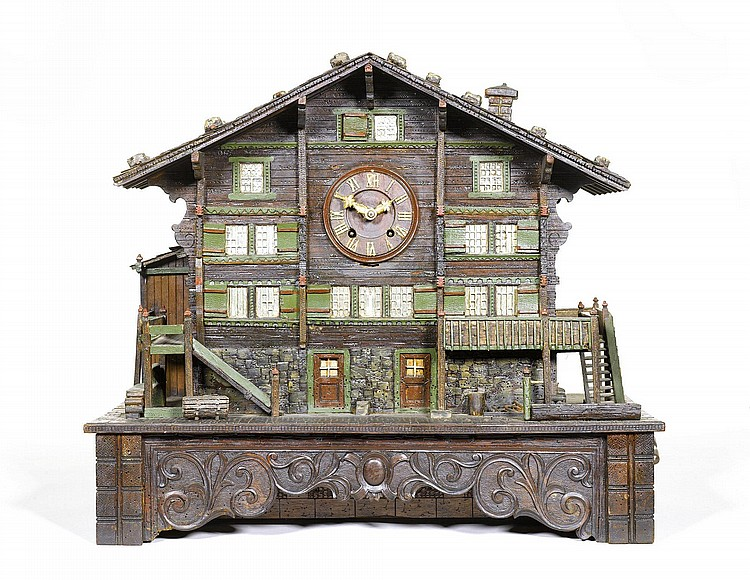
1900년 경 브리엔츠 샬레 맨틀 뻐꾸기 시계 뮤직박스는 8개의 멜로디가 있다.

관광과 목각이 주요 활동이다. 1862년에 설립된 주립 조각 학교(The Cantonal Woodcarving School)는 업계에서 유명하고 존경받고 있다.
스위스 회사 뢰처(Lötscher)는 오늘날 브리엔츠에서 유일하게 존재하는 진정한 스위스 뻐꾸기시계를 만든다. 이 시계 제작과 관련된 모든 초기 단계는 브리엔츠에 있는 목공 시설에서 이루어지며 나머지 제조 공정은 시계가 조립, 점검 및 조정되는 취리히에서 계속된다.
2011년 현재 브리엔츠의 실업률은 1.72%이다. 2008년 기준으로 시정촌에 고용된 사람은 총 1,627명이다. 이 중 1차 경제 부문에 125명이 고용되었고 이 부문에 약 41개 기업이 참여했다. 484명이 2차 부문에 고용되었고, 이 부문에 54개의 기업이 있었다. 1,018명이 3차 부문에 고용되었으며 이 부문에는 154개의 기업이 있다. 시정촌 주민은 1,500명 정도였으며, 그중 여성이 전체 노동력의 44.1%를 차지했다.
2008년에는 총 1,325명의 정규직 직원이 있었다. 일자리. 1차 부문의 일자리 수는 78개였으며 그중 63개는 농업에, 14개는 임업 또는 목재 생산에 종사했다. 2차 부문의 일자리 수는 438개였으며 그 중 199개(45.4%)가 제조업, 6개(1.4%)가 광업, 226개(51.6%)가 건설에 있었다. 3차 부문의 일자리 수는 809개였다. 3차 부문에서 도소매업 156개(19.3%), 자동차 수리업 91(11.2%), 호텔·레스토랑 293개(36.2%), 정보업 23개(2.8%), 21개(2.6%)가 보험 또는 금융 산업, 37개(4.6%)가 기술 전문가 또는 과학자, 49 또는 6.1%가 교육, 63 또는 7.8%가 의료 분야였다.
2000년 기준으로 시정촌으로 통근하는 근로자는 596명, 출퇴근 근로자는 509명이었다. 지자체는 근로자 1명이 전출될 때마다 약 1.2명의 근로자가 지자체에 전입된다. 근로 인구의 11.2%가 대중교통을 이용하여 출퇴근하고, 45.9%가 자가용을 이용했다.

## 종교

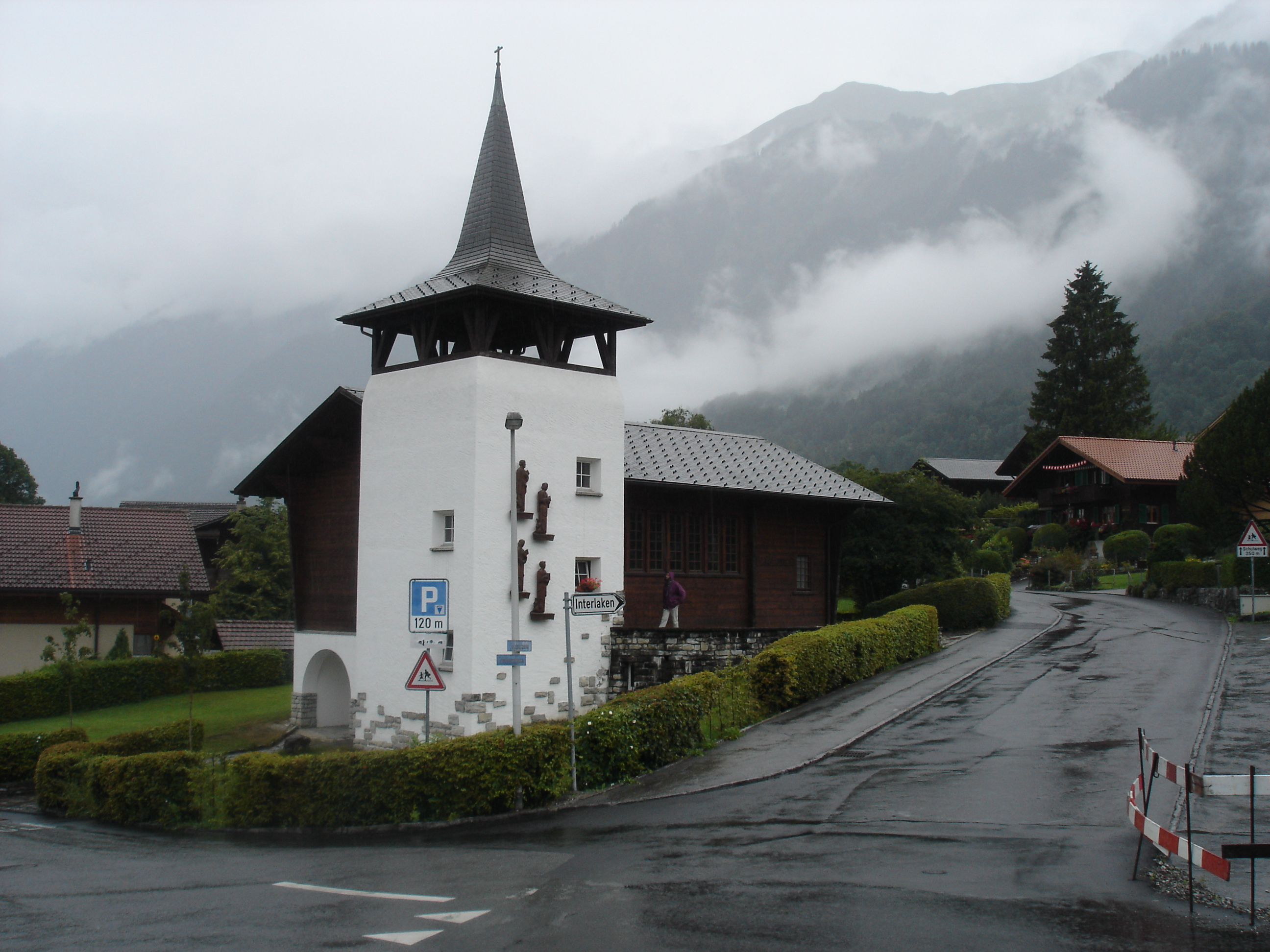
브리엔츠 가톨릭 교회

2000년 인구 조사에서 로마 가톨릭 신자는 425명(14.4% )이었고 스위스 개혁 교회는 2000명(67.7%) 이었다. 나머지 인구 중 정교회 교인은 32명(인구의 약 1.08%), 크리스천 가톨릭 교인은 3명(인구의 약 0.10%), 286명이었다. 다른 기독교 교회에 속한 개인(9.68%). 이슬람교는 57명(1.93%) 이었다. 불교 4명, 힌두교 14명, 다른 교회에 속한 10인이었다. 152명(5.14%)이 교회에 속하지 않고, 불가지론자 또는 무신론자이며, 116명(3.92%)이 질문에 대답하지 않았다.

## 기후

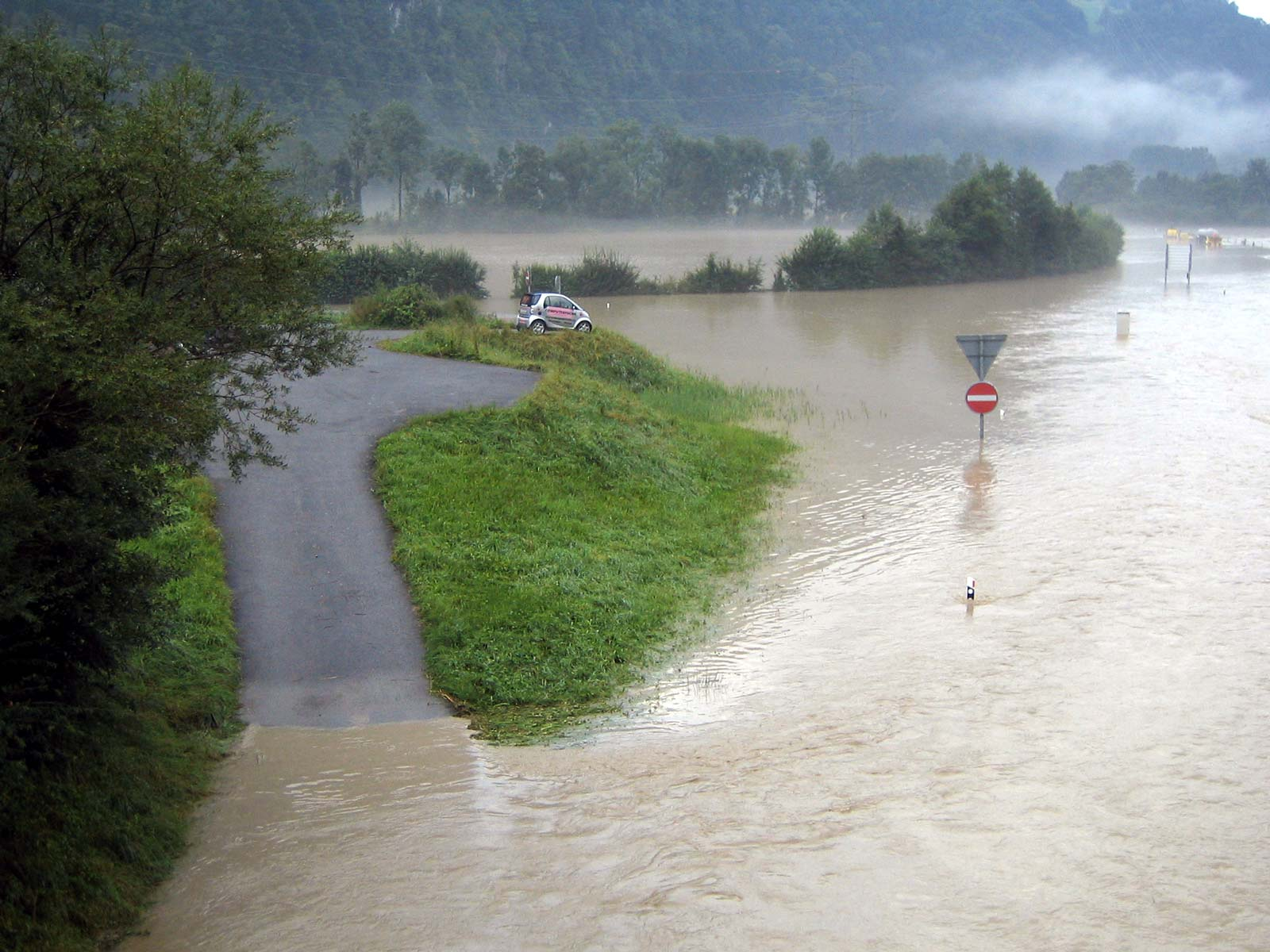
2005년 브리엔츠 범람

1981년과 2010년 사이에 브리엔츠는 연간 평균 138.4일의 비 또는 눈이 내렸고 평균 강수량은 1,325mm였다. 가장 습한 달은 7월로 이 기간 동안 브리엔츠는 평균 160mm의 비나 눈이 내렸다. 이달 동안 평균 강수량은 13.7일이었다. 강수량이 가장 많은 달은 6월로 평균 14.3일이었지만 비나 눈은 144mm에 불과했다. 일년 중 가장 건조한 달은 2월로 9.4일 동안 평균 강수량이 82mm이다.

## 교육
브리엔츠에서는 인구의 약 1,264명(42.8%)이 필수가 아닌 고등 교육 을 이수했으며, 247명(8.4%)이 추가 고등 교육( 대학 또는 응용학문대학)을 마쳤다. 고등 교육을 마친 247명 중 71.3%가 스위스 남성, 19.0%가 스위스 여성, 4.9%가 비 스위스 남성, 4.9%가 비스위스계 여성이었다.
베른주 학교 시스템은 1년의 의무 없는 유치원, 6년의 초등학교를 제공한다. 이후 3년 동안의 의무적 중학교 과정을 거쳐 학생들을 능력과 적성에 따라 구분한다. 중학교 이하 학생들은 추가 교육을 받거나 견습 과정에 들어갈 수 있다.
2010-11학년도 동안 브리엔츠의 수업에 참석한 총 363명의 학생이 있었다. 시정촌에는 총 43명의 학생이 있는 3개의 유치원 수업이 있었다. 유치원생 중 9.3%는 스위스의 영주권 또는 임시 거주자(시민권 아님)였으며 7.0%는 교실 언어와 다른 모국어를 사용한다. 시정촌에는 9개의 초등 학급과 177명의 학생이 있었다. 초등학생의 6.8%는 스위스의 영주권 또는 임시 거주자(시민권 아님)였으며 9.0%는 교실 언어와 다른 모국어를 사용한다. 같은 해에 총 143명의 학생이 있는 8개의 중학교가 있었다. 7.7%는 스위스의 영주권 또는 임시 거주자(시민권 아님)였으며 7.0%는 교실 언어와 다른 모국어를 사용했다.
2000년 현재 브리엔츠에는 다른 지방 자치 단체에서 온 59명의 학생이 있었고 51명의 거주자는 지방 자치 단체 외부의 학교에 다녔다.

## 교통

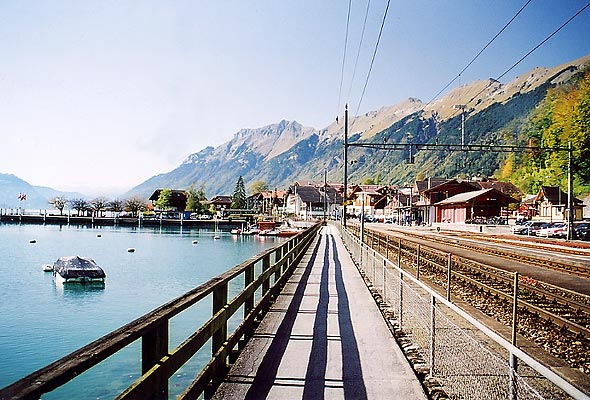
브리엔츠역(우)과 증기선 선착장 (좌)

브리엔츠역은 마을의 주요 대중 교통 허브이다. 역 자체는 첸트랄반 철도 회사의 브뤼닉선에 있는 기차에 의해 제공된다. 인터레기오와 레기오 열차가 모두 정차하여 인터라켄과 마이링엔까지 시간당 2편의 열차를 제공하고, 루체른까지 시간당 1개의 열차를 제공한다. 브리엔츠 서역은 마을의 서쪽에 있지만, 지자체 내에 있으며 인터라켄과 마이링엔 사이를 매시간 운행하는 레기오 열차만 운행한다.
브리엔츠 로트호른 철도의 하부 터미널 역은 주요 브뤼닉선 역 길 건너편에 있으며, 브리엔처 로트호른 산 정상까지 여름에만 운행된다. 스위스 철도에서는 이례적으로 대부분의 열차는 증기기관차로 운행된다.
또한 여름에만 브리엔츠역에 인접한 부두에 BLS AG 운송서비스가 제공되며, 인터라켄과 브리엔츠 사이의 다양한 지점을 제공하는 브리엔츠 호수에서 운영된다. 브리엔츠 마을 내에 있는 이러한 정류장 중 하나는 기스바흐 삭도의 아래쪽 역에 있으며 기스바흐 폭포에 접근할 수 있다.
여러 포스트버스 스위스 서비스가 브리엔츠 마을을 다른 지역 장소와 연결하고 주요 브리엔츠역 앞마당으로 연결한다. 다른 목적지 중에서 버스는 발렌베르크 야외 박물관으로 연결된다.

## 자매 도시
- 불가리아 트랴브나
- 일본 시마다시